# Sunblock
Sunblock est un groupe de musique électronique suédois créé par Magnus Nordin et Martin Pihl.
Sur scène, ils se font accompagner par les danseuses Oksana Andersson, Rebecca Simonsson et Pernilla Lundberg. Elles jouent également toutes les trois dans leurs clips.

## Discographie

### Albums
- I'll Be Ready (2006)

### Singles
- I'll Be Ready (2006)
- First Time (2006)
- Baby Baby (2007)